# Rhoadsiinae
A Rhoadsiinae a sugarasúszójú halak (Actinopterygii) osztályába, a pontylazacalakúak (Characiformes) rendjébe a pontylazacfélék (Characidae) családjába tartozó alcsalád.

## Rendszerezés
Az alcsaládba az alábbi 3 nem és 6 faj tartozik:
- Carlana (Strand, 1928) – 1 faj
  - Carlana eigenmanni

- Parastremma (Eigenmann, 1912) – 3 faj
  - Parastremma album
  - Parastremma pulchrum
  - Parastremma sadina

- Rhoadsia (Fowler, 1911) – 2 faj
  - Rhoadsia altipinna
  - Rhoadsia minor